# شانجان سي أس 85
شانجان سي أس 85 (بالإنجليزية:Changan CS85) هي سيارة كروس أوفر متوسطة تنتجها شركة شانجان.

## وصلات خارجية
- Official website